# كاستل أركاتو
كاستل أركاتو (بالإيطالية: Castell'Arquato)‏ هي بلدية في مقاطعة بياتشنزا في إقليم إميليا رومانيا الإيطالي.

## السكان
في سنة 1861 بلغ عدد السكان 4٬358 نسمة، وتطور العدد ليصل في سنة 2011 لـ 4٬712 نسمة.
يظهر هذا المخطط البياني تطور النمو السكاني لـ كاستل أركاتو